# Янюшкин, Александр Владимирович
Александр Владимирович Янюшкин (родился 30 октября 1982 в Пензе) — российский регбист, полузащитник (скрам-хав и флай-хаф); главный тренер регбийного клуба «Локомотив-Пенза». С ноября 2011 года включён в Зал славы российского регби. Заслуженный мастер спорта России.

## Карьера
Окончил в 2004 году педагогический институт имени В. Г. Белинского Пензенского государственного университета. В 2018 году окончил РАНХиГС. В сентябре 2017 года вошёл в высший совет при Федерации регби России. В ноябре 2018 года стал главным тренером клуба «Локомотив-Пенза». В сезоне 2022/2023 привел «Локомотив-Пенза» к первым в истории клуба золотым медалям Чемпионата России по Регби.

### Клубная
Воспитанник пензенского регби, учился в ДЮСШ регбийного клуба «Пенза», позже стал капитаном команды. Перед стартом сезона-2009 перешёл в «ВВА-Подмосковье».

### В сборной
За сборную дебютировал 5 мая 2002 в поединке против сборной Чехии. Сыграл 70 игр, набрал 116 очков. Выступал на чемпионате мира: в матче против Италии на 34-й минуте занёс  первую в истории сборной России на чемпионатах мира попытку. Выступал также за сборную России по регби-7, в которой был капитаном. Участник кубка мира по регби-7 в 2005 и 2013 годах. Выигрывал с ней чемпионат Европы 2007 и 2009 годов.
В 2016 и 2017 годах Янюшкин уже как играющий тренер сборной России стал чемпионом Европы. После ухода с поста тренера сборной Вайсале Сереви занял должность исполняющего обязанности главного тренера сборной по «семёрке».

## Личная жизнь
Женат, воспитывает троих детей: Андрея, Кирилла и Викторию . Брат Сергей Янюшкин, также регбист, с конца 2013 года выступает за «Локомотив-Пенза». Сын Андрей вышел 24 августа 2021 года за основную команду «Локомотив-Пенза» на замену в матче против Динамо.

## Награды
- Почётный знак губернатора Пензенской области «Во славу земли Пензенской»
- Знак губернатора Московской области «За труды и усердие»
- Почётная грамота губернатора Пензенской области[12]